# Brookville (Indiana)
Brookville é uma cidade  localizada no estado americano de Indiana, no Condado de Franklin.

## Demografia
Segundo o censo americano de 2000, a sua população era de 2652 habitantes. 
Em 2006, foi estimada uma população de 2951, um aumento de 299 (11.3%).

## Geografia
De acordo com o United States Census Bureau, tem uma área de 
3,5 km², dos quais 3,5 km² cobertos por terra e 0,0 km² cobertos por água. Brookville localiza-se a, aproximadamente, 232 m acima do nível do mar.

## Localidades na vizinhança
O diagrama seguinte representa as localidades num raio de 20 km ao redor de Brookville. 